# Trouble (Iggy Azalea)
Trouble è un brano della rapper australiana Iggy Azalea in uscita il 24 febbraio 2015 come secondo tratto dalla riedizione del suo album The New Classic: Reclassified. Il singolo è in collaborazione con la cantante statunitense Jennifer Hudson.

## Classifiche
| Classifica (2015) | Posizione massima |
| ----------------- | ----------------- |
| Australia         | 10                |
| Belgio (Vallonia) | 64                |
| Canada            | 73                |
| Irlanda           | 20                |
| Regno Unito       | 7                 |
| Stati Uniti       | 67                |
| Ungheria          | 39                |